# ГЕС Bājiāngkǒu
ГЕС Bājiāngkǒu (巴江口水电站) — гідроелектростанція на півдні Китаю у провінції Гуансі. Знаходячись перед ГЕС Zhāopíng, входить до складу каскаду на річці Guijiang, яка впадає ліворуч до основної течії річкової системи Сіцзян (завершується в затоці Південно-Китайського моря між Гуанчжоу та Гонконгом) на межі ділянок Xun та Сі.
В межах проекту річку перекрили бетонною греблею висотою 48 метрів та довжиною 425 метрів, яка утримує водосховище з об'ємом 216,3 млн м3 та нормальним рівнем поверхні на позначці 98 метрів НРМ.
Інтегрований у греблю машинний зал обладнали трьома турбінами потужністю по 24 МВт (за іншими даними, загальна потужність станції становить 90 МВт), які забезпечують виробництво 428 млн кВт-год електроенергії на рік.